# Oscar Brando
Oscar Brando (Montevideo, 12 de febrero de 1954) es un crítico y profesor de literatura uruguayo. 

## Biografía
Nació y creció en Montevideo. Realizó estudios de medicina, que abandonó para dedicarse a las letras. Egresó del Instituto de Profesores Artigas en 1980. 
Estuvo imposibilitado de ejercer como docente por la dictadura militar. Vivió en Madrid entre 1982 y 1983 junto a su esposa, la también docente y crítica literaria Carina Blixen, donde realizó estudios en la Universidad Complutense de Madrid. Volvió a Uruguay y comenzó a ejercer como docente y crítico literario.
En 2013 se doctoró en Letras en la Universidad de Lille Nord-de-France, Francia, con una tesis sobre la escritura de Juan José Saer. Dictó cursos de Literatura Uruguaya e Hispanoamericana en centros de formación docente, es profesor invitado a los cursos de posgrado en la Facultad de Humanidades de la Universidad de la República y desarrolla un programa de cultura uruguaya en la Licenciatura de Gestión Cultural del CLAEH.
Es Investigador asociado de la Biblioteca Nacional de Uruguay. Publicó numerosos libros y artículos sobre autores uruguayos y latinoamericanos.

## Publicaciones
- 2024, Los partidos políticos y las ideas. [3]
- 2018, Carlos Real de Azúa: los años de formación (1934-1943)- Escritos inéditos sobre Rodó. Montevideo: Biblioteca Nacional, (en colaboración con José Rilla)[4]
- 2015, Obra incompleta de Felisberto Hernández, selección y prólogo
- 2015, La escritura de Juan José Saer: la tercera orilla del río
- 2015, Escritos sobre literatura uruguaya de Heber Raviolo, prólogo y selección
- 2009, Juan José Morosoli
- 2007, Vivientes. Latitud de Juan José Morosoli
- 2004, Fantasmas latinoamericanos
- 2003, La generación del 45
- 1999, El 900